# Asenbach (Isar)

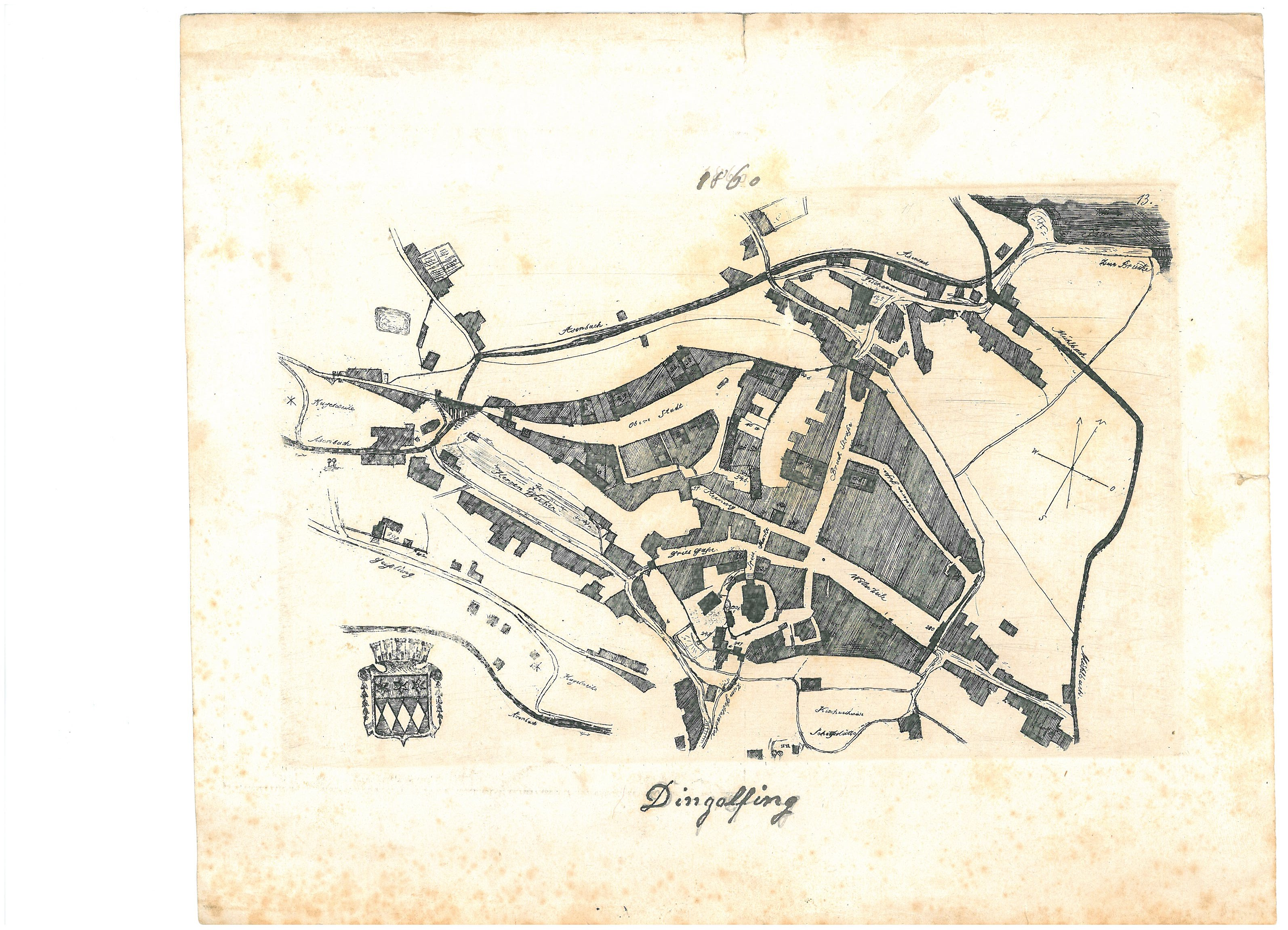
Karte von 1860: Herrenweiher noch als Gewässer

Der Asenbach ist ein rechter Nebenlauf der unteren Isar in der niederbayerischen Stadt Dingolfing, der durch die Gemarkungen Frauenbiburg und Dingolfing fließt. Die Ortsgruppe Dingolfing des Bund Naturschutz hat die Bachpatenschaft des Gewässers inne.

## Verwaltung
Nach Art. 2 des Bayerischen Wassergesetzes ist der Asenbach ein Gewässer III. Ordnung. Damit fällt es in der Ausbau- und Unterhaltungslast der Kommune, hier der Stadt Dingolfing. Diese übertrung 1992 der Bund Naturschutz-Ortsgruppe Dingolfing die Bachpatenschaft und erstellte in den Folgejahren einen Gewässerpflegeplan, der jedoch wegen der Eigentumsverhältnisse nicht durchgehend umgesetzt werden konnte.

## Geographie
Der Asenbach fließt unterhalb des Teisbachs der Isar zu.

### Verlauf
Das Tal des Asenbachs ist großteils asymmetrisch, ähnlich wie das isaraufwärts parallel verlaufende Teisbachtal, mit bewaldeten Steilhängen rechts im Osten und landwirtschaftlich genutzten flachen Hanglagen links im Westen, auf denen einige Weiler und Dörfer liegen, darunter Oberholzhausen, Unterholzhausen, Mietzing, Oed, Frauenbiburg und Schermau. Unmittelbar durchflossen werden die Weiler Oberbubach (für knapp 100 Meter) und Unterbubach (wo der einzige Zufluss Schermauer Graben einmündet), die Siedlung Spiegelbrunn, und der Stadtteil Waldesruh, bevor das Gewässer vor dem Stadtteil Herrenweiher (am Gries) in einem Knick nach Nordwesten den Bergsporn der Oberen Stadt vom Hochufer des Isartals durchschneidet. Dort wurde das Gewässer wegen des an dieser Stelle engen Straßenverlaufs des Dammwegs zwischen den Hochufern unter dem Gehweg unterirdisch verlegt. An dieser Stelle wird der Asenbach von der 1612 errichteten markanten Hochbrücke mit ihren fünf bis zu 18,4 Meter hohen Rundbögen überquert. Im Mittelalter war hier eine Holzbrücke.
Der Herrenweiher und weiter der östliche Stadtgraben von Dingolfing wurde früher durch eine Ausleitung vor der Hochbrücke gespeist, und diente als Stauweiher für die Lochmühle (Wimmer Schmied, später Lehnrieder, heute Griesgasse 28). Ab der Lochmühle verlief der künstlich angelegte Stadtgraben oder Wallgraben am ehemaligen Griestor vorbei entlang der östlichen Stadtmauer bis zum Stegturm (heute Kirchplatz 3), dann zum Wollertor (heute Marienplatz 30) und entlang der heutigen Straße Ringgraben (die ihren Namen vom ehemaligen Graben hat) bis zum ehemaligen Isartor am westlichen Ende der Bruckstraße (zwischen den aktuellen Hausnummern 31 und 40), um dann im Westen wieder in den natürlichen Lauf des Asenbachs zu münden und damit den Ring um die Altstadt zu schließen.
1876 wurde der Herrenweiher aufgefüllt (ältere Karten zeigen hier bereits Jahrzehnte früher kein Gewässer mehr), und ein Turngarten für die oberstädtische Knabenschule (heute Industriemuseum) wurde angelegt. Heute ist an der Stelle des ehemaligen Herrenweihers ein Kinderspielplatz sowie östlich davon ein Busbahnhof mit Parkplatz.
Ein knapp 100 Meter langes Teilstück des Asenbachs in Oberbubach verläuft unterirdisch, ebenso wie rund 75 Meter lange Unterquerung des Erddammes des Hochwasserrückhaltebecken Asenbach oberhalb der Siedlung Spiegelbrunn.

### Mündung
Die Mündung wurde in den 1950er Jahren wegen des Baus des Hochwasserdamms entlang der Isar an eine Stelle rund 60 Meter oberhalb der Isarbrücke verlegt. Dazu wurde im Damm ein Einlaufbauwerk errichtet, das bei Hochwasser die Umleitung nach rechts (Osten) in einen unbenannten (örtlich auch Sickergraben Gottfrieding), über vier Kilometer lang an der Landseite des Hochwasserdammes verlaufenden Vorfluter mit der Gewässerkennzahl 167592 sicherstellt, der erst unterhalb der nächsten Staustufe der Isar (Wasserkraftwerk Gottfrieding) in diese mündet. Für solche Vorfluter ist umgangssprachlich die Bezeichnung „Sickergraben“ geläufig. Die gewöhnliche Mündung des Asenbachs dagegen liegt bei Flusskilometer 45,62.

### Einzugsgebiet und Länge
Der Asenbach hat ein Einzugsgebiet von knapp 16 km², das größtenteils im Stadtgebiet von Dingolfing (Gemarkungen Frauenbiburg und Dingolfing) und zu einem kleinen Teil im Südosten im Gemeindegebiet von Marklkofen (Gemarkung Frauenbiburg) liegt. Er hat – zusammen mit dem Quellbach Holzhauser Graben  – eine Länge von 7,06 km, bzw. ab dem Zusammenfluss der beiden Quellbäche gerechnet, 5,24 km.
Nur im Bereich des rechten Quellbachs reicht das Einzugsgebiet des Asenbachs über die Stadtgrenze Dingolfings hinaus in die Nachbargemeinde Marklkofen, nämlich um das Gehöft Wildenschönau. Der Schönauer Berg bei Wildenschönau ist mit 493 Metern der höchste Punkt des Einzugsgebiets. Der Punkt markiert auch die Grenzen zu den Einzugsgebieten Gottfriedinger Bach und Vils (Aiglkofener Bach und Reitbauernbach).

## Geschichte

### Alter Name Bubach

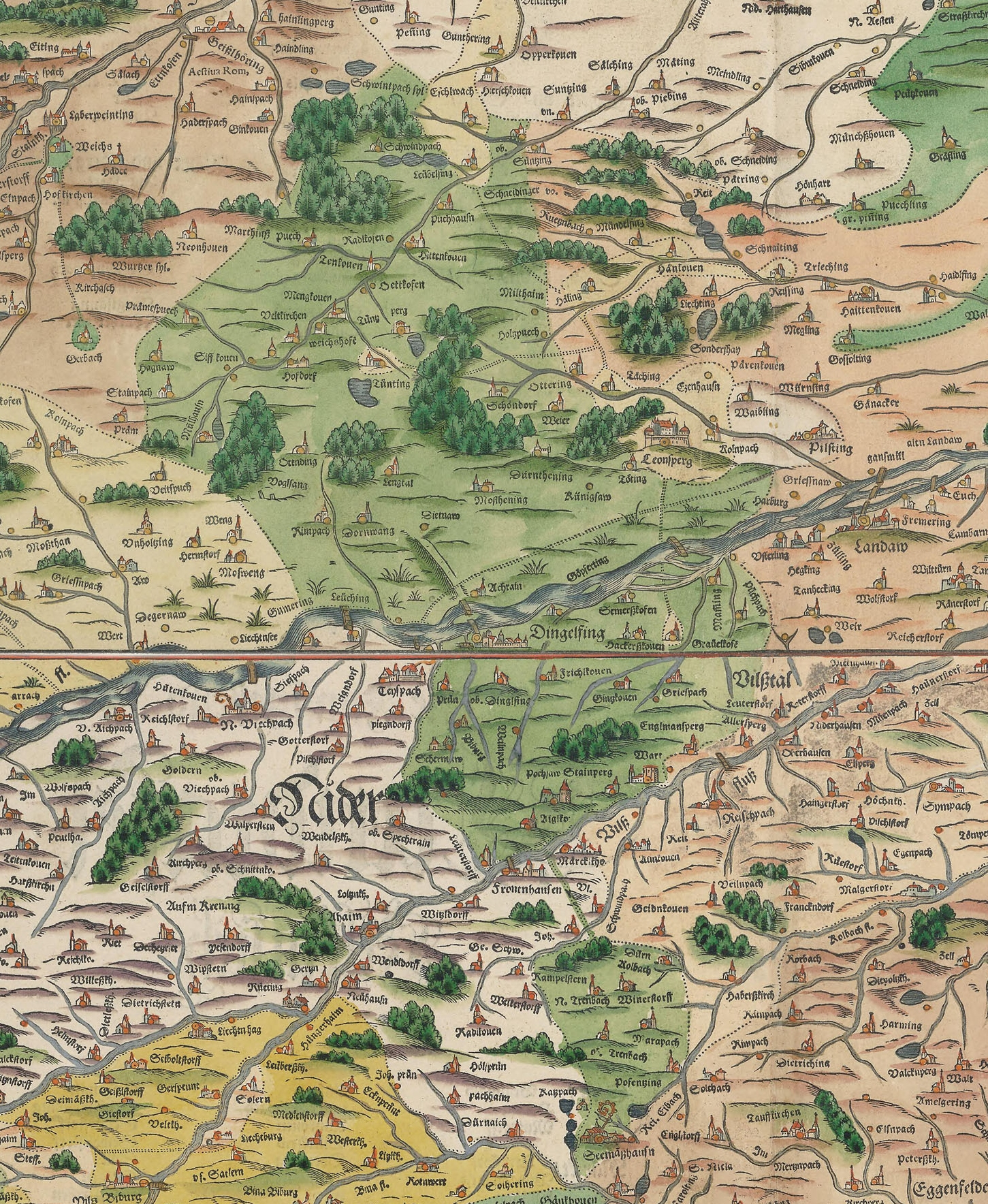
Auf der Karte von Philipp Apian (1568) liegt Biburg (Frauenbiburg) zwischen den eingezeichneten Quellbächen. Damit muss es sich beim linken Quellbach um den Schermauer Graben und nicht um den eigentlichen Quellbach Holzhauser Graben handeln.

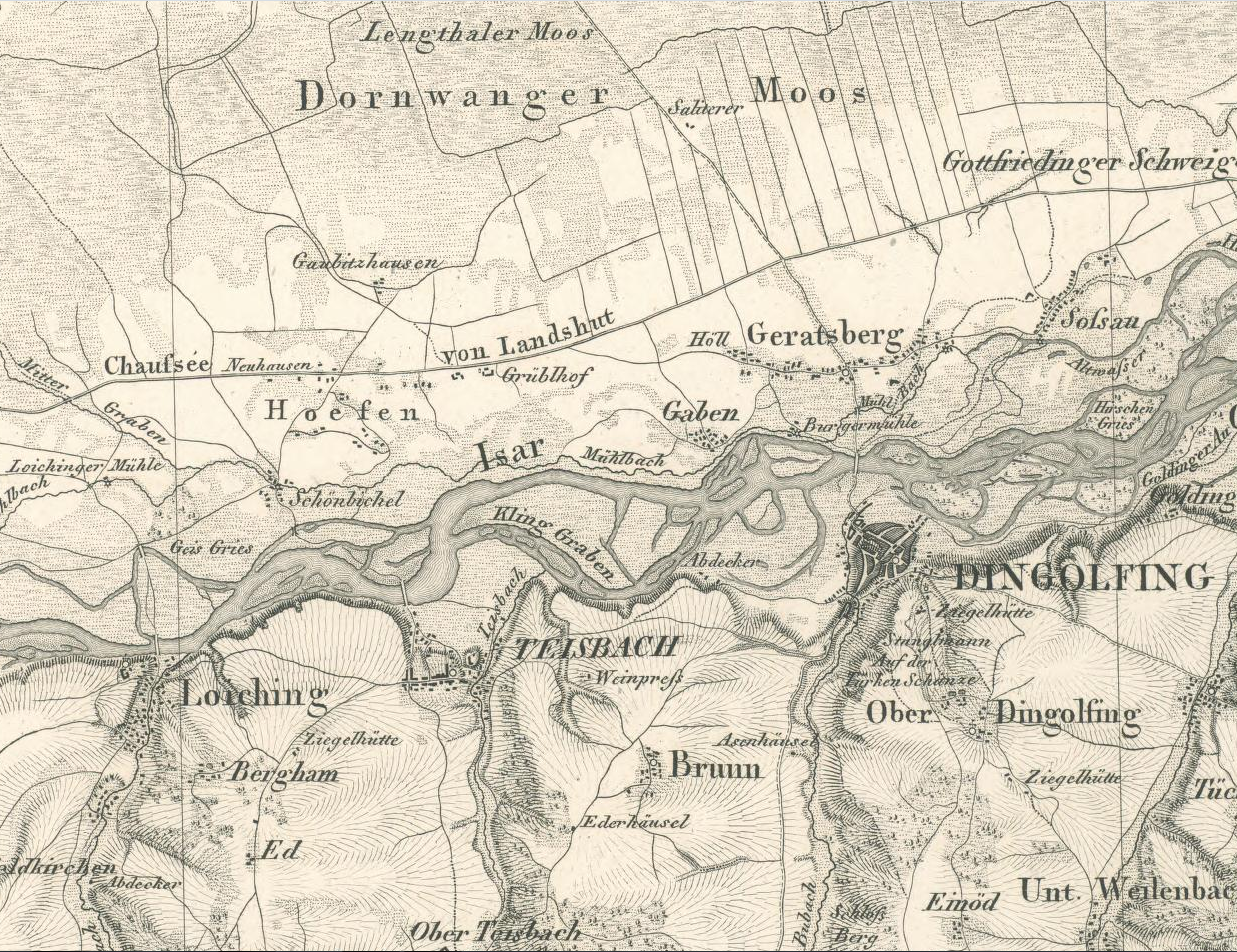
Bubach auf dem Kartenblatt Landau (1835) des Topographischen Atlasses von Bayern, mit dem Asenhäusel westlich des Gewässers

Auf Blatt 64 (Landau) des Topographischer Atlas vom Königreiche Baiern diesseits des Rhein von 1835 ist der Asenbach unter seinem früheren Namen als Bubach verzeichnet (nur unterhalb des Zusammenflusses der beiden Quellbäche), nicht zu verwechseln mit unterhalb von Mamming in die Isar mündenden Bubach. Im entsprechenden Repertorium des Atlasblattes steht neben Bubach die heutige Namensvariante in Klammern. Danach hat er seinen Ursprung in Ober-Bubach, für das er ebenso wie für Unterbubach namensgebend war Die vorstehenden Quellbäche finden dort keine Erwähnung, und sind auch auf dem Atlasblatt unbeschriftet. Auf dem Urpositionsblatt von 1866 taucht er in der Getrenntschreibweise Bu-Bach auf. Der Name leitet sich von Burgbach ab.